# Street dance

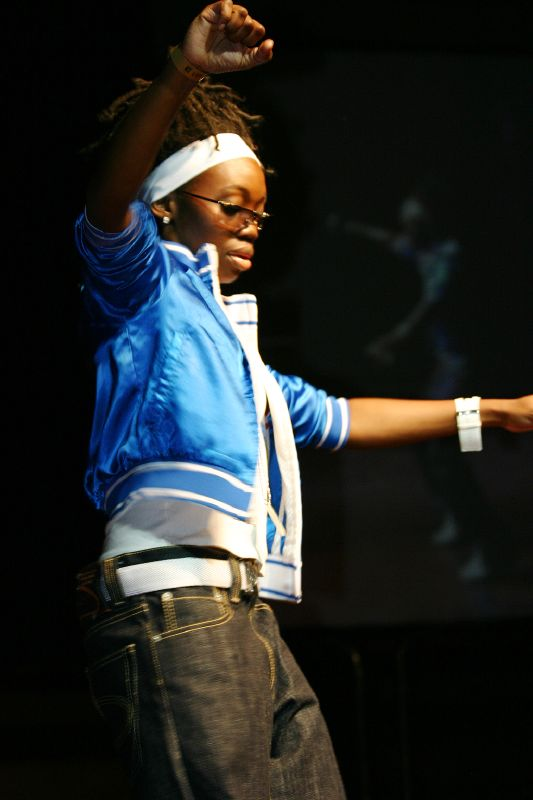
Dívka tančící hip hop

Street dance, nazývaný také pouliční tanec, je zastřešující pojem, který se používá pro popis tanečních stylů, které se vyvinuly mimo tanečního studia, přímo v ulicích, školních dvorech a tanečních klubech. Tyto taneční styly se začaly objevovat ve Spojených státech po roce 1970. Označení Street dance je však poměrně moderní, jde o komerční pojmenování těchto tanečních stylů.  

## Charakteristika
Street dance zahrnuje všechny pouliční tance, ve kterých si nachází stále větší oblibu mladá generace. Mezi originální (původní) pouliční taneční styly patří Breaking (Break Dance), Locking a Popping, později se přidaly Hip Hop a House Dance. Dnes však pod Street Dance zařazujeme mnohem více tanečních stylů: Dancehall, Litefeet, Krump, Vogue, Waacking, atd.  
Všechny tyto tance jsou neoddělitelně spjaty s konkrétní hudbou a životním stylem. Tanečníci  se pohybují volně a dokonce se snaží vymýšlet a tvořit svůj vlastní osobní styl. Improvizace je základem většiny pouličních tanců, i když i zde najdeme promyšlené choreografické prvky, smíšené právě s improvizací. 
Základem pouličního tance (battles-jamming) je unikátní styl, kterým tanečník vyjadřuje pocity prostřednictvím tance a který se obvykle váže na určitý hudební žánr. Tanečníci tančí v hloučku na ulicích nebo po diskotékách.
Ke street dance patří i specifický styl v oblékání, například volné kalhoty, dlouhá volná trika, kšiltovky, pořádné, pevné tenisky, které se jen tak nezničí, dále pak potítka, na kterých se tanečník může libovolně „klouzat“ po zemi a „létat“ po parketu. 

## Soutěže
S rostoucí popularitou se rozrůstá i mnoho seriózních soutěží street dance, každoročně se koná spoustu mezinárodních akcí po celém světě, jako například: Battle of the Year, Juste Debout a House Dance International. Tyto soutěže se zaměřují především na tzv. battle, ale také na choreografické přehlídky.
V České republice mezi nejprestižnější street dance akce patří SDK Europe (Street Dance Kemp), Beat Street, Dancefloor Attack, Taneční skupina roku, Děti fitness a další.